# Артър Бърнард Гиъри
Артър Бърнард Гиъри (на английски: Arthur Bernard Geary) е британски дипломат, работил на Балканите и Близкия Изток.

## Биография
Роден е на 5 септември 1878 година в Лондон. Завършва Търговско-шивашкото училище в 1897 година. От октомври същата година учи в Кингс Колидж на Кеймбриджкия университет, който завършва в 1900 година като бакалавър. Постъпва на дипломатическа служба като преводач в Отдела на външното министерство за Османските владения, Персия, Гърция и Мароко. Служи като вице-консул и изпълняващ длъжността консул в Цариград, Армения, Чанаккале, Басра, Битоля и Александрия от 1905 до 1916 година. Служи като консул в Битоля от 1909 до 1911 година.
Служи като щабен капитан в Британската Месопотамска експедиционна част по време на Първата световна война в кампаниите в Месопотамия и Египет (1916 - 1917). От 1918 до 1919 година е изпълняващ длъжността генерален консул в Акександрия. В 1919 - 1920 година е консул в Кайро. В 1922 година защитава магистратура. В същата година се оттегля от дипломатическа служба.
Умира в 1961 година.